# Stefan Raab
Stefan Konrad Raab (Köln, 1966. október 20. –) német műsorvezető, zenész és producer.

## Életrajz
Stefan Raab egy neves hentescsalád gyermekeként született Kölnben. Öt félévig tanult jogot szülővárosában és Bielefeldben, és ezzel párhuzamosan megszerezte a hentesvégzettséget is a családi üzemben.
1990-től vállalkozásba fogott, és kezdetben reklámfilmekhez és televíziós műsorok beharangozóihoz szerzett zenét.
Az igazi áttörés 1993-ban egy véletlen folytán sikerült Raabnak, amikor saját műsort kapott a VIVA nevű zenei csatornánál. Eredetileg ugyanis csak beharangozó zenéket szeretett volna felkínálni a televízió vezetőinek, akik egy castingot követően azonban rábízták a Vivasion című műsor vezetését, amely 1998-ig futott. Emellett havonta vezette a Ma kuck’n című műsort.
Első átütő zenei sikerét 1994-ben érte el, amikor a labdarúgó világbajnokság ideje alatt a műsorában bemutatta a Böörti Böörti Vogts című számot, amely az akkori német szövetségi kapitányról, Berti Vogtsról szólt. A dal ugyanebben az évben a német slágerlisták negyedik helyéig jutott.
Ezt követően számos slágerlistás helyezést ért el dalaival, amelyeket részben maga, részben más énekesek adtak elő.
Három ízben – 1998-ban, 2000-ben és 2004-ben – saját produkcióval részt vett az Eurovíziós Dalfesztiválon is: 1998-ban Guildo Horn énekelte a Raab által írt Guildo hat euch lieb című számot, amely hetedik helyezést ért el. 2000-ben saját maga lépett fel a Wadde hadde dudde da? című dallal és ötödik lett. 2004-ben pedig nyolcadik helyet szerzett a Max Mutzke által előadott dallal. 2010-ben a sorozatos rossz eredmények után felkérték a német válogató megrendezésére: a nagyszabású nemzeti döntőt Lena Meyer-Landrut nyerte Satellite című dalával, mellyel nagy meglepetésre sikerült megnyernie a 2010-es versenyt, Németország második győzelmét elérve. 2011-ben az ő javaslatára ismételten Lenát indította Németország a dalfesztiválon, ekkora a tizedik helyen végzett. 2012-ben az Unser Star für Baku elnevezésű tehetségkutató műsor producere volt, melynek győztese Roman Lob lett, aki a nemzetközi versenyen a nyolcadik helyet szerezte meg. A 2025-ös Eurovíziós Dalfesztivál német versenyzőjének kiválasztásában az ARD-vel és az RTL-lel közösen fog közreműködni.
1999 márciusától a TV total című műsort vezette a ProSieben nevű kereskedelmi csatornán. Az eleinte hetente egyszer, majd 2001-től hetente négyszer jelentkező adásban vicces televíziós jelenetek szerepeltek, beszélgetésekre került sor közéleti személyekkel, és kisebb-nagyobb időközönként nagyobb szabású rendezvényeket is megrendeztek (toronyugrás, autóverseny, énekverseny).
A provokatív stílusú Stefan Raab erősen vitatott médiaszemélyiségnek számít Németországban. Karrierje során számtalanszor találkozott erőteljes kritikával, felháborodással és feljelentéssel is. Többek között rendszeresen azzal vádolják, hogy humora gyakran irányul gyengébb, a médiában járatlan személyek ellen.
Az egyik legnagyobb vihart kavart kijelentése 2005-ben hangzott el a televíziós műsorában, amikor viccből azt mondta, Szászország tartomány annyira népszerű turisztikai célpont, hogy egyszer ezer angol látogatta meg a Drezdát. Raab ezzel az 1945-ben a várost ért brit bombázásokra utalt, amelyek során mintegy 35 000 civil vesztette életét. A közfelháborodást követően Raab írásban kért bocsánatot ízléstelen élcelődése miatt.
2011-ben ő vezette az Eurovíziós Dalfesztivált.
2015-ben visszavonult a televízió képernyőjétől, a TV Total műsorát decemberben láthatták utoljára a nézők. Ezen kívül kisebb tévészerepek jutottak, produceri munkáit tovább folytatta.